# Zagreb Grand Prix 2018
Il Zagreb Grand Prix 2018 è stato la 5ª edizione dell'annuale meeting di judo e si è tenuto a Zagabria, in Croazia, dal 27 al 29 luglio 2018. Il meeting è stato la nona tappa del circuito IJF World Tour 2018.

## Risultati
Di seguito i primi tre classificati di ogni specialità.

### Uomini
| Specialità | 1º classificato         | 2º classificato   | 3º classificato                   |
| -60kg      | Naohisa Takato          | Adonis Diaz       | David Pulkrábek Ashley Mckenzie   |
| -66kg      | Tal Flicker             | Heorhij Zantaraja | Hifumi Abe Baruch Shmailov        |
| -73kg      | Akil Gjakova            | Fabio Basile      | Tohar Butbul Rüstəm Orucov        |
| -81kg      | Dominic Ressel          | Matthias Casse    | Anri Egutidze Sotaro Fujiwara     |
| -90kg      | Avtandili Tchrikishvili | Asley González    | Nemanja Majdov Mammadali Mehdiyev |
| -100kg     | Nijaz Il'jasov          | Kyle Reyes        | Lasha Taveluri Kentaro Iida       |
| +100kg     | Guram Tushishvili       | Or Sasson         | Inal Tasoev Jakiv Chammo          |

### Donne
| Specialità | 1º classificato   | 2º classificato     | 3º classificato                              |
| -48kg      | Dar"ja Bilodid    | Irina Dolgova       | Galbadrakhyn Otgontsetseg Funa Tonaki        |
| -52kg      | Ai Shishime       | Amandine Buchard    | Charline van Snick Angelica Delgado          |
| -57kg      | Christa Deguchi   | Jessica Klimkait    | Hedvig Karakas Haruka Funakubo               |
| -63kg      | Nami Nabekura     | Tina Trstenjak      | Alexia Castilhos Catherine Beauchemin-Pinard |
| -70kg      | Marie Eve Gahié   | Yōko Ono            | Assmaa Niang Sally Conway                    |
| -78kg      | Madeleine Malonga | Klara Apotekar      | Anna-Maria Wagner Audrey Tcheuméo            |
| +78kg      | Anamari Velenšek  | Nihel Cheikh Rouhou | Jelyzaveta Kalanina Sarah Asahina            |